# Estación de Vitrolles-Aéroport-Marseille-Provence
La estación de Vitrolles-Aéroport-Marseille-Provence, frecuentemente abreviada como VAMP, es una estación ferroviaria francesa de la línea París - Marsella, situada en la comuna de Vitrolles, en el departamento de Bocas del Ródano, en la región de Provenza-Alpes-Costa Azul. Es el principal acceso ferroviario al Aeropuerto de Marsella-Provenza.

## Situación ferroviaria
La estación se sitúa a la altura del PK 838,930 de la línea férrea París-Marsella. 

## Historia
La estación original, llamada estación de Vitrolles, fue abierta en 1847 por parte de la Compañía de Ferrocarriles de Aviñón a Marsella, aunque fue rápidamente adquirida por la Compañía de Ferrocarriles de París a Lyon y al Mediterráneo. En 1937, pasó a ser explotada por la SNCF.
A principios del siglo XXI, la propia SNCF decidió construir una nueva estación a escasos metros de la primera para dotar al cercano aeropuerto de Marsella-Provenza de una infraestructura ferroviaria más moderna que permitiera absorber un mayor tráfico ferroviario. Fue abierta el 14 de diciembre de 2008 e inaugurada el 23 de enero de 2009.

## La estación
La estación se basa en una estructura muy sencilla que la configura como un apeadero. Se compone únicamente de dos andenes laterales y de dos vías. No tiene edificio para viajeros aunque sí unos refugios. Está abierta al público de forma permanente y dispone de taquillas y de máquinas expendedoras de billetes. 
Un autobús lanzadera une la estación y el aeropuerto, en ambos sentidos, cada cinco minutos. 

## Servicios ferroviarios

### Regionales
Los TER PACA recorren a razón de 40 trenes diarios el siguiente trazado:
- Línea Miramas - Marsella.